# 프레디 아두
프레두아 코란텡 "프레디" 아두(영어: Fredua Koranteng "Freddy" Adu, 1989년 6월 2일 ~ )는 미국의 축구 선수이다. 포지션은 공격수 혹은 공격형 미드필더이다. 현재는 외스테렌 FF 소속으로 뛰고 있다.

## 생애
가나 출신으로 미국이 제 3국가를 대상으로 하는 이민복권에 당첨되면서 미국으로 이주하였다.
1997년 8살에 미국으로 와 2003년 미국 시민권 획득하였다.
13세에 최연소 국가대표팀 선출되었다.
14살 때, 그는 DC 유나이티드 역대 최연소 선수로 등극하였다.
미국에서 선수 등록 한후 3개월 후인 2004년 4월3일 새너제이 어스퀘이크스와의 경기에서 첫 경기를 출전했다.
2004년 4월 17일 MetroStars와의 경기에서 득점하며 최연소 득점자가 되었다.
2002년 주간지 <뉴스위크> <타임즈>등에서 2002년 세계를 움직일 사람들로 선정되었다.
2006년 독일 월드컵 당시 유로 유망주 선정에서 리오넬 메시 등과 함께 세계 유망주로 선정되기도 하였다
유소년 시기에 최고의 시간을 보냈으나 성인프로팀에 입단한 이후로 적응하지 못하였다.
DC 유나이티드에서 제2의 펠레라 불릴 만큼 성공가도를 달렸지만 그후, 그는 실패했다.
심지어 성공하지 못한 사람으로 불리기도 하였다. 2006년에는 DC 유나이티드를 떠난 뒤 한곳에 머물지 못하고 떠돌아 다닌 후 저니맨이라는 별명으로 불렸다.
이후, 포르투갈, 프랑스, 그리스, 터키, 브라질, 세르비아 등에서 뛰었다.

## 클럽 경력
2003년 DC 유나이티드
2006년 레알 솔트레이크
2009년 포르투갈 벤피카
이후 벤피카에서 임대
2009년 프랑스 AS모나코
2009년 포르투갈 벨레넨스스
2010년 그리스 아리스테살로니키
2011년 터키 차이쿠르리제스포르
2011 2012 시즌을 앞두고 다시 미국축구리그 필라델피아 유니언으로 이적

### DC유나이티드
2004년 4월 3일, 새너제이 어스퀘이크스와의 시즌 첫 경기에서 출전했다. MetroStars에 3-2 승리에 대한 선제골을 기여 하는 골 로서 15살의 나이로 MLS역사상 최연소 득점 선수로 등록되었다. 프로 첫시즌 30경기의 정규리그를 뛰는 동안에 5골 3어시스트를 기록했다. 잠시동안 선발출전 선수로 활약했으나 DC유나이티드가 센터 미드필더인 Christian gomez를 영입하면서 교체선수가 되었다. 아두는 첫번째 시즌에 많은 비난을 받았다. 어떤 평론가들은 아두는 전문적으로 플레이 하기엔 너무 어리고 정신적으로나 육체적으로 더 발전시킬 필요가 있다고 조언했다. 2번째 시즌에, 그는 미디어에 자신의 출전시간에 대해 불평한 후에 구단으로부터 한경기 출장 정지 명령을 받았다. 2006년 아두는 맨체스터 유나이티드에서 2주간 시험을 받지만, 취업허가를 얻지못하여 경기에 출전할 수 없었다. 몇몇 선수들과 함께 트레이닝만을 받았을 뿐이었다. 지속적으로 훈련을 하면서 특히 그의 수비능력의 성장은 그가 선발 미드필더가 되는데 도움이 되었다.이 해, 아두는 MLS 올스타팀에 두번 선정되었다. 감독들이 뽑은 우수선수에도 선출이 되었다.

## 국가대표팀 경력
아두는 2006년 캐나다와의 친선경기에서 코치 브루스 아레나에게서 국가대표 훈련캠프에 부름받았다.
81분경에 부상당한 에디 존슨을 대신하여 교체출전한 아두는 16살 264일의 나이로 미국 국가대표 최연소 선수가 되었다.
계속되는 클럽에서 불안정한 상황 때문에 2년동안 국가대표에 선출되지 못하였음에도 불구하고 2011년 CONCACAF GOLD 컵에 깜짝 선출 되었다.

## 수상 내역
2001년 미국유소년 챔피언쉽 득점왕

## 사생활
2005년 5월 아두는 미국 가수 JOJO와 사귀었다.Washington Post는 2006년 11월 두 커플이 결별했다고 보도했다. 조조는 AMERICAN TOP 40에서 둘은 여전히 좋은 친구라고 언급했다.